# 리히텐슈타인 후자 게오르크
리히텐슈타인 후자 게오르크(Georg Antonius Constantin Maria von und zu Liechtenstein, 1999년 4월 20일 ~ )은 리히텐슈타인 후국의 후자이다. 리히텐슈타인 후세자 알로이스와 조피 인 바이에른 여공작의 3남 1녀 중 차남이다. 